# Скопска сцена
„Скопска сцена“ (на сръбски: „Скопска Сцена“) е сръбски илюстриран вестник, излизал в Скопие, Югославия от 4 ноември 1935 до 5 април 1937 година.
Вестникът се занимава с обществени и културни проблеми. Издатели са местният Народен театър, кината, вариететата и Общинският дом. Собственици и отговорни редактори са Миливой Соколович и Бранко Бесарич.